# ارجاع متقابل
ارجاع متقابل (انگلیسی: Cross-reference)، راهنمایی از یک سر عنوان یا شناسه به سر عنوان یا شناسه دیگر است.

## ارجاع یک طرفه
ارجاع یک طرفه آن است که برای کلیه مطالب مورد جستجو باید به کلمهٔ داده شده نگاه کرد.
مثل: حفظ الصحه ← بهداشت.

## ارجاع دو طرفه
در ارجاع دو طرفه برای مطالب مورد جستجو به جای دیگری نیز باید رجوع شود.
مثل: کبوتر ها نیز ← قمری‌ها.

## ارجاع چند جانبه
ارجاع گاه ممکن است چند جانبه باشد که در این صورت از مطلبی به چند مطلب ارجاع داده شده‌است و معمولاً مطالب مورد ارجاع اخص از مطلب اصلی است.
مثل: پرندگان نیز ← کبوتر ها، قمری‌ها، ماکیان و غیره.